# Dachsenfranz

Aufnahme aus der Zeit um 1900

Der Dachsenfranz, eigentlich Franzesko Regali (eingedeutschte Form von Francesco Regali, Geburts- und Sterbeorte sowie Daten unbekannt) war ein regional bekanntes Original italienischer Herkunft, das sich in der zweiten Hälfte des 19. und zu Beginn des 20. Jahrhunderts in der nordbadischen Region Kraichgau aufhielt.

## Biografie
Der „Dachsenfranz“  hatte als junger Mann bei den Freischärlern des Giuseppe Garibaldi in den Italienischen Unabhängigkeitskriegen des Risorgimento gekämpft und war von dort geflohen, nachdem er im Streit einen Mann – vermutlich einen Vorgesetzten – getötet hatte. Auf seiner Flucht über Österreich, Bayern und Württemberg war er in den Kraichgau gelangt. Dort verblieb er für rund vier oder fünf Jahrzehnte und machte immer wieder in der regionalen Presse von sich reden. Nach späterem Verständnis ein Obdachloser, der in selbstgegrabenen Erdhöhlen und Unterständen hauste, war er in der Region als Fallensteller und Schädlingsbekämpfer in Bauernhöfen und Mühlen tätig, die er von Ratten- und Mäusenplagen befreite. In den Wäldern ging er mit Fallen gegen Dachse, Füchse, Marder und andere Raubtiere vor und lebte vom Verkauf der dabei gewonnenen Felle und selbst zubereitetem Dachsfett und Kräuterheilmitteln. Nach dem Ausbruch des Ersten Weltkrieges verschwand er spurlos.
Die Geschichte des Dachsenfranz ist Bestandteil der regionalen Folklore des Kraichgaus. So wurde zunächst eine Biermarke der Brauerei „Adler Bräu“ nach ihm benannt, zwischenzeitlich wurde die Brauerei in Dachsenfranz Biermanufaktur GmbH & Co KG umbenannt. In Zuzenhausen fand bis zum Jahr 2016 alle zwei Jahre das „Dachsenfranzfest“ statt, ein Volksfest mit historischem Charakter.
Zwischen Horrenberg und Dielheim wurde im Wald eine „Dachsenfranzhöhle“ rekonstruiert, welche frei zugänglich ist und besichtigt werden kann. Im Mai 2014 wurde im Kirchenrückwald der „Dachsenfranz-Wanderweg“ von Horrenberg nach Zuzenhausen eingeweiht.